# ليا وود
ليا وود (بالإنجليزية: Leah Wood)‏ هي مغنية وعارضة بريطانية وأمريكية، ولدت في 22 سبتمبر 1978 في لوس أنجلوس في الولايات المتحدة.

## وصلات خارجية
- الموقع الرسمي
- ليا وود على موقع IMDb (الإنجليزية)